# 서종원
서종원(1994년 7월 11일 ~ )은 대한민국의 뮤지컬 배우다.

## 방송
- 더블 캐스팅 (2020) - Top24

## 공연
- 벤허 (2019)
- 웃는 남자 (2020)
- 렌트 (2020)
- 명성황후 (2021)
- 모래시계 (2022)
- 영웅 (2022)
- 레미제라블 (2023)